# Champaign-Urbana Sessions
Champaign-Urbana Sessions (January 17-30, 1983) – kompilacja utworów demo zespołu King Crimson, wydana 7 stycznia 2003 roku nakładem Discipline Global Mobile jako CD w serii wydawniczej „The King Crimson Collectors’ Club” (nr 21). 

## Album

### Historia
Album zawiera utwory nagrane podczas dwutygodniowej sesji zorganizowanej przez King Crimson na początku 1983 roku, w okresie pomiędzy albumami Beat (1982) a Three of a Perfect Pair (1984). Materiał zarejestrowano w studiu w C.V. Lloyd Music Center w Champaign w stanie Illinois, około cztery miesiące po zakończeniu ostatniego europejskiego etapu trasy promującej Beat. Celem sesji było przetestowanie nowych pomysłów na kolejny album King Crimson. Po latach z odnalezionych taśm skompilowano album, wydany nakładem DGM jako nr 21 z serii King Crimson Collectors’ Club. Część nagrań, jak „San Francisco czy „Tony Bass Riff stanowią niedokończone szkice, inne zaś to pierwowzory utworów, które później znalazły się na Three of a Perfect Pair: „Fragmented” jako „Industry” i „Robert And Bill” jako „Larks' Tongues in Aspic Part III”.
Po tej sesji Crimson kontynuowali próby realizacji swojego trzeciego albumu studyjnego. Najpierw podjęli je w maju 1983 roku w Arny’s Shack w Dorset kontynuując w czerwcu w Marcus Studio w Londynie i kończąc w listopadzie, w Bearsville Studios w stanie Nowy Jork. Album ukazał się w marcu nastepnego roku wzbudzajac pochwaly krytyków i rozczarowanie... Roberta Frippa.

### Lista utworów
Lista i informacje według Discogs:
| 1.  | San Francisco      | 2:06  |
|     |                    |       |
| 2.  | Tony Bass Riff     | 3:28  |
|     |                    |       |
| 3.  | Sequenced          | 3:55  |
|     |                    |       |
| 4.  | Steinberger Melody | 4:59  |
|     |                    |       |
| 5.  | Fragmented         | 4:01  |
|     |                    |       |
| 6.  | Not One Of Those   | 1:45  |
|     |                    |       |
| 7.  | ZZZZ's             | 2:10  |
|     |                    |       |
| 8.  | Reel 3 Jam         | 2:34  |
|     |                    |       |
| 9.  | Robert And Bill    | 2:08  |
|     |                    |       |
| 10. | Say NO             | 2:46  |
|     |                    |       |
| 11. | Robert's Ballad    | 3:44  |
|     |                    |       |
| 12. | Heat In The Jungle | 7:07  |
|     |                    |       |
| 13. | Grace Jones        | 5:45  |
|     |                    |       |
| 14. | Adrian Looped      | 1:19  |
|     |                    |       |
|     |                    | 47:47 |
|     |                    |       |
Muzyka – King Crimson
Koncert zarejestrowano w dniach od 17 do 30 stycznia 1983 roku w C.V. Lloyd Music, Champaign-Urbana, stan Illinois

### Muzycy
- Adrian Belew – gitara
- Robert Fripp – gitara
- Tony Levin – gitara basowa, Chapman stick
- Bill Bruford – perkusja

### Personel techniczny
- Alex R. Mundy – edycja cyfrowa
- Robert Fripp, David Singleton – produkcja
- Robert Fripp – informacje w książeczce
- zdjęcia – Ton Levin
- Gary Platt – inżynier nagrywający
- Hugh O’Donnell – design

## Odbiór

### Opinie krytyków
| Recenzje      | Recenzje |
| Publikacja    | Ocena    |
| ------------- | -------- |
| AllMusic      | [ 1 ]    |
| Prog Archives | [ 6 ]    |
| Teraz Rock    | [ 3 ]    |

Lindsay Planer z AllMusic uważa, że „DGM oferuje najlepsze z tych wcześniej odkrytych taśm jako 21. odsłonę King Crimson Collectors’ Club, a „spośród tych schizofrenicznych fragmentów „Robert's Ballad” jest być może najbardziej tragiczną stratą”, ponieważ „oszałamiające piękno” tego utworu zapowiada – jego zdaniem – przyszłe „Soundscapes” lidera King Crimson.
Warthur z Prog Archives ocenia, że „jest to studyjne brzmienie King Crimson próbującego wymyślić, dokąd pójść dalej po Beat.
Zdaniem Jordana Babuli z magazynu Teraz Rock Champaign-Urbana Sessions jest „zdecydowanie najciekawszą ze studyjnych propozycji klubu”. 